# Вічний мир (532)
Вічний мир (грец. ἀπέραντος εἰρήνη) — мирний договір між Східною Римською імперією й державою Сасанідів, укладений 532 року на невизначений термін. Угода поклала край Іберійській війні. Угода позначила період відносно спокійних стосунків між двома імперіями, який тривав до 540, коли знову почались військові дії.